# Jerry Nolan
Jerry Nolan (7. května 1946 – 14. ledna 1992) byl americký rockový bubeník, nejvíce známý jako člen skupin New York Dolls a The Heartbreakers. Rovněž spolupracoval i s dalšími hudebníky, jako jsou například Sid Vicious, Jayne County a Suzi Quatro.

## Život
Narodil se ve Williamsburgu v newyorské městské části Brooklyn. Svou kariéru zahájil v polovině šedesátých let a postupně prošel několika skupinami, jako například Queen Elizabeth, kterou vedla Jayne County, dále to byla například skupina Kicks, kterou vedl Billy Squier a rovněž byl jediným mužem ve skupině Cradle zpěvačky Suzi Quatro. Později hrál s triem nazvaným Shaker, které často dělalo předkapelu skupině New York Dolls.
Poté, co zahynul bubeník New York Dolls Billy Murcia, skupina na jeho post vybrala právě Nolana. Nolan se skupinou nahrál dvě alba a v roce 1975 spolu s Johnnym Thundersem odešel a spolu s Richardem Hellem založili skupinu The Heartbreakers. Nolan ze skupiny odešel krátce poté, co vydala své první album nazvané L. A. M. F.. Počátkem roku 1978 se stal členem skupiny The Idols a později doprovázel Sida Viciouse při jeho newyorských koncertech.
Později se přestěhoval do Švédska, kde natočil sólový singl a vystupoval s několika kapelami a občasně si zahrál také s Johnnym Thundersem. Koncem roku 1991 byl Nolan léčen kvůli bakteriálním meningitidům a bakteriálnímu zápalu plic a následně dostal mrtici, kvůli které upadl do kómatu. Zemřel 14. ledna 1992 ve věku pětačtyřiceti let a pohřben byl na hřbitově svaté Marie v Flushing v newyorské městské části Queens.

## Diskografie

### New York Dolls
- New York Dolls (1973)
- Too Much Too Soon (1974)
- Red Patent Leather (1984)

### The Heartbreakers
- L. A. M. F. (1977)
- Live at Max's Kansas City 1979
- D.T.K. - Live at the Speakeasy (1982)

### The Idols
- „You“ / „Girl That I Love“ (1979) − singl

### Sid Vicious
- Sid Sings (1979)
- The Idols with Sid Vicious (1993)

### Jerry Nolan
- „Take a Chance“ / „Pretty Baby“ (1982) − singl

### Jerry Nolan and the Plug Uglies
- Jerry Nolan and the Plug Uglies (1991)